# Красивое Озеро
Красивое Озеро (англ. Handsome Lake, сенека: Sganyodaiyoˀ) (1735 — 10 августа 1815) — шаман из народа сенека, пророк и вождь ирокезов, чья история символически отразилась в жизни Красивого Озера.
Красивое Озеро сыграл важную роль в деле возрождения традиционной религии ирокезов («людей длинного дома»). В своей проповеди он совмещал традиционные верования своего народа с обновлённым кодексом поведения, призванным преодолеть культурную дезинтеграцию ирокезов, ставшую следствием колонизации. Его проповедь была опубликована как «Кодекс Красивого Озера», который практикуется и по сей день.

## Биография
Родился в 1735 году в селение сенека Канавогас на реке Дженеси, напротив современной деревни Эйвон в штате Нью-Йорк. В это время ирокезы находились в зените своей силы и власти.
Принимал участие в боях против других индейцев и американцев, был свидетелем того, как ирокезы потеряли свои земли после войны за независимость США. Перенёс тяжёлую болезнь, был склонен к пьянству. В 1799 году был прикованным к постели, находясь при смерти.
В июне и августе 1799 года имел серию видений, во время которых, по словам Красивого Озера, он получил множество посланий и видений от Четырёх Посланников (Ангелов), которые были посредниками между ним и Создателем, рассказали ему о его миссии, обещав наделить Озеро шаманскими силами. После видений болезнь прошла, здоровье улучшалось, чем больше Красивое Озеро проповедовал и работал над возрождением индейских ценностей.
Сообщения, которые получал Озеро, осуждали приём алкоголя, аборты, заклинания, избиение жены, дезертирство, прелюбодеяние, вмешательство тёщ в вопросы брака, жестокое обращение с детьми и стариками и так далее. Радикальными для жизни ирокезов стали призывы Красивого Озера отказаться мужчинам от охоты и ведения войны и заняться сельским хозяйством. Одновременно он призывал к коллективному ведению хозяйства, критикуя частную собственность как разрушительную. Он полагал, что во избежание разрушения традиций только малое количество детей можно было отдавать на обучение в школах у белых людей.
В своих проповедях Красивое Озеро отличался от других индейских пророков, полагавших, что восстановление народа произойдёт только через возврат к жертвоприношениям и ритуалам. По их мнению, возврат к старым методам привёл бы в итоге к уничтожению белых людей. Красивое Озеро утверждал, что Создатель не обещал изгнать или уничтожить белых, а выживание ирокезов зависит от того, как они изменят свой образ жизни, проведя социальную реформу и изменившись лично. Только это, по мнению Озера, могло дать ирокезам силу и спасти их от того, чтобы не потеряться в лично-эсхатологическом и социально-историческом смыслах.
Современная религия Красивого Озера помимо его учения включает в себя шаманские институты и практики, сельскохозяйственные церемонии и такие собрания как Конференция Шести Наций Конфедерации Ирокезов.